# Selambs (TV-serie)
Selambs är en svensk TV-serie från 1979 som bygger på Sigfrid Siwertz' roman med samma namn. Serien, som består av elva delar, handlar om den hänsynslösa syskonskaran Selambs på godset Selambshov från deras barndom under 1800-talets senare del och fram till under första världskriget. För regin stod Bengt Lagerkvist efter ett manus av Jan Molander.

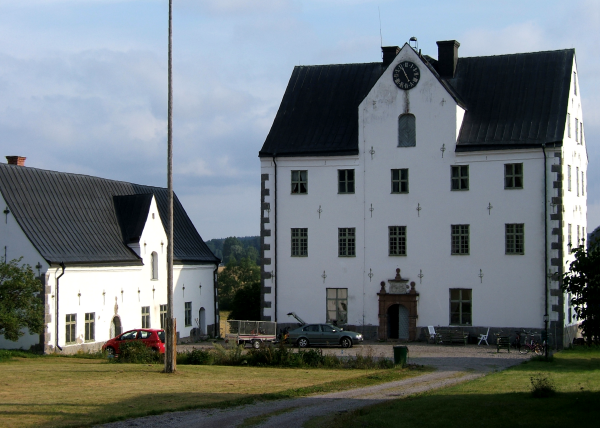
Salnecke slott som i TV-serien fick föreställa Selambshov.

TV-serien har visats två gånger i SVT, hösten 1979 och sommaren 2015. Hela serien lades 2014 ut på SVT:s Öppet arkiv
Vinjettmusiken togs från ett av Gustav Mahlers verk, sats 3 ur dennes första symfoni. Salnecke slott, som ligger i Örsundsbro utanför Uppsala, användes vid inspelningen av exteriörscenerna.

## Rollförteckning[3]
Syskonen Selambs (som vuxna)
- Björn Gedda som den girige Peter Selamb
- Marika Lindström som den kyska, men ändå liderliga Hedvig Selamb, gift Hill
- Tomas Pontén som den ryggradslöse Stellan Selamb
- Lil Terselius som den egoistiska och manipulativa Laura Selamb, gift först Hermansson och sedan von Borgk
- Krister Henriksson som den asociale Tord Selamb

I övriga roller (alfabetisk lista)

- Peter Ahlm – Gasten (avsnitt 11)
- Marianne Aminoff – Fröken Nordgren (avsnitt 10, 11)
- Per-Axel Arosenius – Olsson (avsnitt 4, 7, 10)
- Richard Asker – Tord Selamb som ung (avsnitt 1)
- Rozita Auer – Kammarpigan (avsnitt 10)
- Christer Banck – Domaren (avsnitt 7)
- Peter Bjersten - Peter Selamb som ung (avsnitt 1, 2) / Bernhard (avsnitt 9, 11)
- Olle Björling – Stall-Anders (avsnitt 1, 2)
- Jan Blomberg – Jacob Levy (avsnitt 6, 7, 9, 10, 11)
- Iwa Boman – Sjuksköterskan (avsnitt 4)
- Lena Brundin – Dagmar (avsnitt 5, 8, 9, 11)
- Ulf Brunnberg – Manne von Strelert (avsnitt 3, 8)
- Kristoffer Bäckström – Herman Hermansson som barn (avsnitt 1)
- Jack Melcher Claesson – Tord Selamb som barn (avsnitt 1)
- Gregor Dahlman – Arbetare (avsnitt 5)
- Gunnar Dahmén – prästen (avsnitt 1, 3)
- Jan de Laval – Officer (avsnitt 6, 8)
- Bengt Eklund – En finansman (avsnitt 6)
- Stefan Ekman – Percy Hill (avsnitt 4, 7)
- Carl-Axel Elfving – Gäst på kräftkalas (avsnitt 1)
- Lauritz Falk – Läkaren (avsnitt 1)
- Nils Fläcke – Arbetare (avsnitt 5)
- Michael Gerholm – Herman Hermansson som ung (avsnitt 2) / Georg Hermansson som ung (avsnitt 9, 10)
- Göthe Grefbo – Portvakten (avsnitt 6, 7)
- Berit Gustafsson – Fru Isaksson (avsnitt 2)
- Helge Hagerman – Mattson (avsnitt 5, 8)
- Bo Hederström – Hovmästaren (avsnitt 9)
- Rune Hallberg – Gäst på kräftkalas (avsnitt 1)
- Peder Hoffman – Manne von Strelert som ung (avsnitt 2)
- Sebastian Håkansson – Stellan Selamb som ung (avsnitt 1, 2)
- Ulf Håkan Jansson – Arbetare (avsnitt 5)
- Ulf Johanson – Oscar Selamb (avsnitt 1, 3)
- Tommy Johnson – Förvaltare Brundin (avsnitt 1, 2)
- Ingemar Josephson – Betjänten (avsnitt 10)
- Sissi Kaiser – Fru Hill (avsnitt 2)
- Britt Korte – Fridas syster (avsnitt 6)
- Gösta Krantz – Gäst på kräftkalas (avsnitt 1)
- Arne Källerud – Lundbom (avsnitt 2, 3, 4, 5)
- Mats Lagerkvist – Stellan Selamb som barn (avsnitt 1)
- Johan Landgren – Percy Hill som barn (avsnitt 2)
- Hans Lindgren – Axel Brundin (avsnitt 1)
- Frej Lindqvist – Alexis von Borgk (avsnitt 9)
- Jan-Erik Lindqvist – William Hermansson (avsnitt 1, 2, 3)
- Susanne Lundström – Laura Selamb som ung (avsnitt 1, 2)
- Tom Lööf – Officer (avsnitt 6, 8)
- Juraj Medersten – Violinisten (avsnitt 10)
- Marie Molander – Pigan (avsnitt 3, 4)
- Monica Nordquist – Elvira Lähnfeldt (avsnitt 3, 8, 9)
- Ulla-Britt Norrman – Frida Öberg (avsnitt 1, 6, 7)
- Jan Nygren – En fiskare (avsnitt 8)
- Marrit Ohlsson – Fru Mattson (avsnitt 5, 8)
- Mimi Pollak – Kristin (avsnitt 1)
- Tord Peterson – Byggbasen (avsnitt 5)
- Nadja Sandberg – Laura Selamb som barn (avsnitt 1)
- Per Sandborgh – Herman Hermansson (avsnitt 2, 3, 4, 5)
- Gunnar Schyman – Bankkamrern (avsnitt 5)
- Thore Segelström – Statare (avsnitt 6)
- Maria Selander – Hedvig Selamb som barn (avsnitt 1, 2)
- Maria Selbing – Servitrisen (avsnitt 4)
- Tage Severin – Officer (avsnitt 6, 8)
- Martin Siönäs - Peter Selamb som barn (avsnitt 1)
- Peter Storm – Drängen (avsnitt 1, 2, 3)
- Björn Strand – Officer (avsnitt 6, 8)
- Frank Sundström – Läkaren (avsnitt 4)
- Kurt-Olof Sundström – Thomsson (avsnitt 5)
- Ulf Sunnanby – Arbetare (avsnitt 5)
- Liselott Svalberg – Hedvig Selamb som ung (avsnitt 1, 2)
- Lisbeht Tammeleht – Pigan (avsnitt 1)
- Johan Terselius – Georg Hermansson som barn (avsnitt 5, 6)
- Ilse-Nore Tromm – Statare (avsnitt 6)
- Georg Årlin – Greve Lähnfeldt (avsnitt 3, 8)